# 커티스 라이트
커티스 라이트(Curtiss-Wright)는 미국의 항공기 제조 기업이다. 글랜 H. 커티스의 커티스사와 라이트 형제의 라이트사가 합병한 것으로 제2차 세계 대전 직후까지 항공기를 제조했으며, 현재는 항공기를 직접 생산하지는 않는다.